# Elżbieta Cichla-Czarniawska

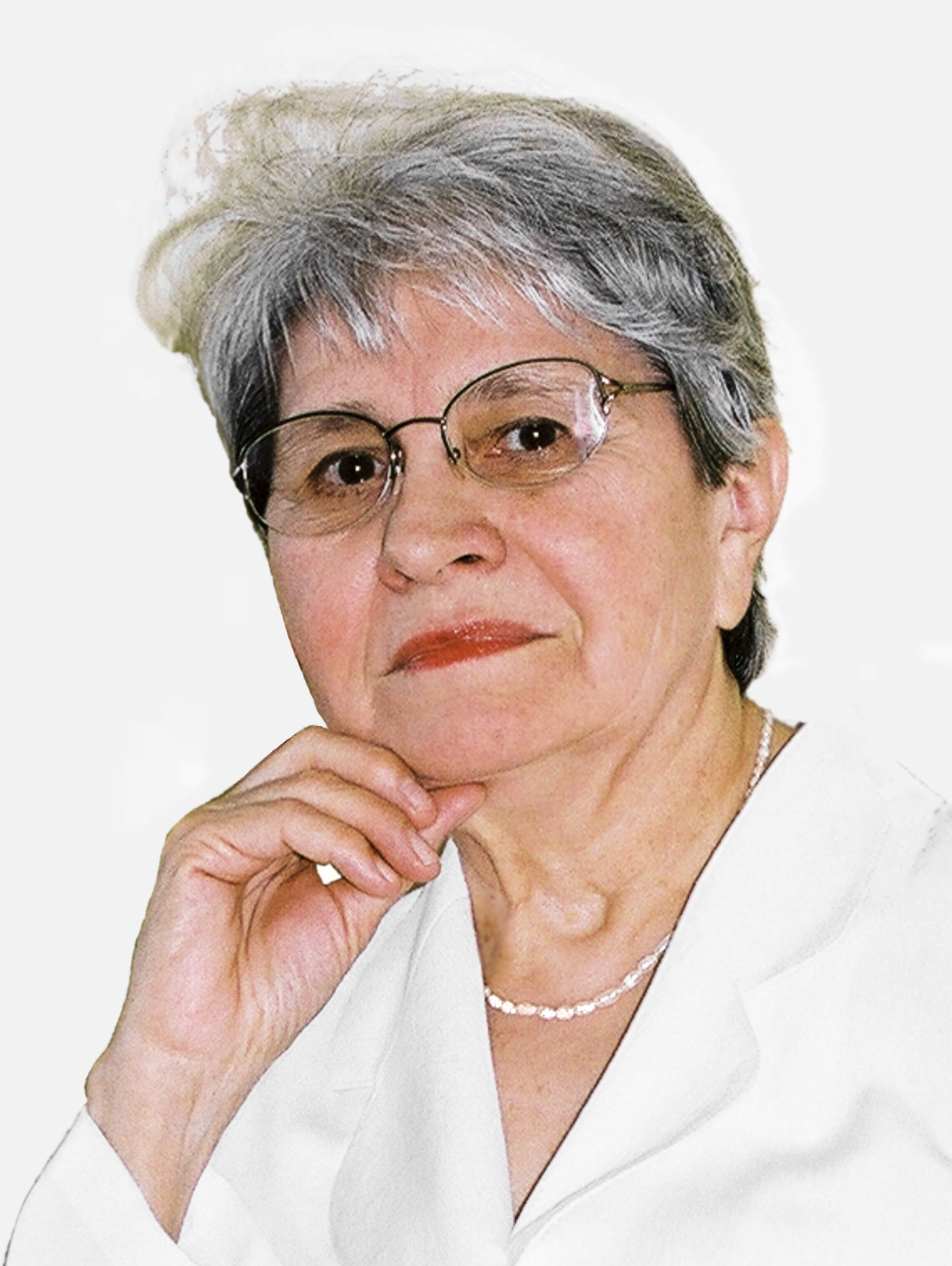
Elżbieta Cichla-Czarniawska

Elżbieta Cichla-Czarniawska (ur. 31 marca 1935 w Łodzi) – polska poetka i powieściopisarka, historyk literatury, krytyk literacki.

## Życiorys
Ukończyła podstawową i średnią szkołę SS. Nazaretanek w Częstochowie (matura 1953). Magisterium w zakresie filologii polskiej uzyskała na Katolickim Uniwersytecie Lubelskim (1957), a w 1977 otrzymała stopień naukowy doktora na Uniwersytecie Łódzkim. Po ukończeniu studiów pracowała w Bibliotece im. H. Łopacińskiego w Lublinie, a następnie w szkolnictwie częstochowskim (1958–1975). Działała w Towarzystwie Literackim im. A. Mickiewicza (skarbnik, sekretarz Oddziału Częstochowskiego, wykładowca w Studium Humanistycznym prowadzonym przy Oddziale). W latach 1958–59 należała do częstochowskiej grupy poetyckiej "Profile". Od 1983 mieszka w Lublinie. 
Debiutowała dwoma wierszami w „Tygodniku Powszechnym” (1955). W latach 1976–1999 członek Związku Literatów Polskich; od 2006 w Stowarzyszeniu Pisarzy Polskich. Jej twórczość ukazywała się m.in. w czasopismach: „Akcent”, „Kamena”, „Kierunki”, „Komunikaty Naukowe TLAM”, „Literatura”, „Nad Wartą”, „Poezja”, „Poglądy”, „Tygodnik Kulturalny”, „Tygodnik Powszechny”, „Więź”, „Życie Literackie” oraz w licznych antologiach. Poezje tłumaczono na języki: angielski, niemiecki, rosyjski, litewski i bułgarski.
Za poezję i prozę otrzymała wiele nagród literackich, m.in. wyróżnienie (1962) i II nagrodę (1963) w Łódzkiej Wiośnie Poetów, wyróżnienie za powieść Całe życie powrotów w Konkursie Zarządu Głównego ZLP i Wydawnictwa „Książka i Wiedza” (1975); dwukrotnie nagrodę im. Józefa Czechowicza (1987 i 2005), nagrodę im. Bolesława Prusa za powieść Wiosna, Emilio! (1986), nagrodę im. Anny Kamieńskiej (2009) i nagrodę Milczewskiego-Bruna (2009).

## Odznaczenia
- Złoty Krzyż Zasługi (1988)[1]

## Twórczość
Poezja (wydane zbiory)
1. Określając światłocień, Instytut Wydawniczy PAX, Warszawa 1966
2. Wielkie małe głody, Instytut Wydawniczy PAX, Warszawa 1968
3. Spojrzenia w półobrocie, Instytut Wydawniczy PAX, Warszawa 1970
4. Wyjaśniam puszczę, Instytut Wydawniczy PAX, Warszawa 1972
5. Krążenie wzajemne, Instytut Wydawniczy PAX, Warszawa 1974
6. Motywy codzienne, Instytut Wydawniczy PAX, Warszawa 1978
7. Ucieczka lądów, Wydawnictwo Lubelskie, Lublin 1985
8. Terytoria Jego Wysokości, nakładem autorki, Lublin 1992
9. Zielny żartopis, nakładem autorki, Lublin 1993
10. Wiersze wybrane, Norbertinum, Lublin 1995
11. Piękna skończoność, Polihymnia, Lublin 1997
12. Zamurowana dziupla, Norbertinum, Lublin 1997
13. Zabawa w chowanego, Polihymnia, Lublin 1998
14. Niewyśpiewana serenada, Norbertinum, Lublin 2002
15. Wydarzenia pozorne i niepozorne, Norbertinum, Lublin 2004
16. Tyle ile cię jest. Wybór poezji, Norbertinum, Lublin 2005
17. Moja sowa śnieżna, Norbertinum, Lublin 2006
18. Ruchome staloryty, Norbertinum, Lublin 2008
19. Co za nas mówi, Norbertinum, Lublin 2011
20. Usidleni. Wybór poezji, Norbertinum, Lublin 2012
21. Of difficult things. Selected poems. Wybór wierszy w jęz. polskim i angielskim. Tłum. Barbara Kaskosz i Nancy Abeshaus. Norbertinum, Lublin 2014
22. Tolerancja czasu. Toleranz der Zeit. Wybór wierszy w jęz. polskim i niemieckim. Tłum. Karl Grenzler, Norbertinum, Lublin 2014
23. Zaproszenie. Приглашение. Wybór wierszy w jęz. polskim i rosyjskim. Tłum. Ludmiła Wołoczko, Norbertinum, Lublin 2015
24. Bliżej milczenia, Norbertinum, Lublin 2015
25. Zanurzeni w mroku, Norbertinum, Lublin 2019
26. Mimochodem. Instytut Literatury, Stowarzyszenie Pisarzy Polskich. Wyd. Polihymnia, Lublin 2020
27. Sobowtór chwili. Norbertinum, Lublin 2022[6]
28. Wydobądź się oddychaj. Instytut Literatury, Stowarzyszenie Pisarzy Polskich. Wyd. Polihymnia, Lublin 2022
29. Coraz głębiej, Norbertinum, Lublin 2024

Proza (powieści, opowiadania, wspomnienia):
1. Całe życie powrotów, Książka i Wiedza, Warszawa 1975
2. Rośnie w polu drzewo, Książka i Wiedza, Warszawa 1976
3. Pociąg rusza, Książka i Wiedza, Warszawa 1982
4. Wiosna, Emilio!, Iskry, Warszawa 1985
5. Ten dziwny świat dorosłych, Wydawnictwo Lubelskie, Lublin 1988
6. Olszynowe królestwo, Norbertinum, Lublin 1999
7. Zapamiętania, Towarzystwo Miłośników Wilna i Ziemi Wileńskiej Oddział w Bydgoszczy, Bydgoszcz 2001
8. Ogrody i złomowiska. Opowiadania, Norbertinum, Lublin 2005
9. Sumowanie znaków. Wspomnienia, małe prozy, szkice, Polihymnia, Lublin 2006
10. Przędziwo. Małe prozy, Polihymnia, Lublin 2009

Książki naukowe i krytycznoliterackie:
1. W drodze do wierchu (O twórczości Jalu Kurka), Ludowa Spółdzielnia Wydawnicza, Warszawa 1979
2. „Heretyk awangardy” – Jalu Kurek, Wydawnictwo Lubelskie, Lublin 1987
3. Władysław Sebyła. Życie i twórczość, Norbertinum, Lublin 2000
4. O twórczości Zdzisława Tadeusza Łączkowskiego. Szkic, Norbertinum, Lublin 2008

Prace redakcyjne i edytorskie:
1. K. Wierzyński: Poezje. Wstęp i wybór Elżbieta Cichla-Czarniawska. Wydawnictwo Lubelskie, Lublin 1990
2. J. Tuwim: Poezje. Wstęp i wybór Elżbieta Cichla-Czarniawska. Wydawnictwo Lubelskie, Lublin 1991